# Raión de Obolón
Raión de Obolón (en ucraniano: Оболонський район) es un raión o distrito urbano de Ucrania, en la ciudad de Kiev. 
Comprende una superficie de 110 km².

## Demografía
Según estimación 2010 contaba con una población total de 306000 habitantes.